# Michel Peissel

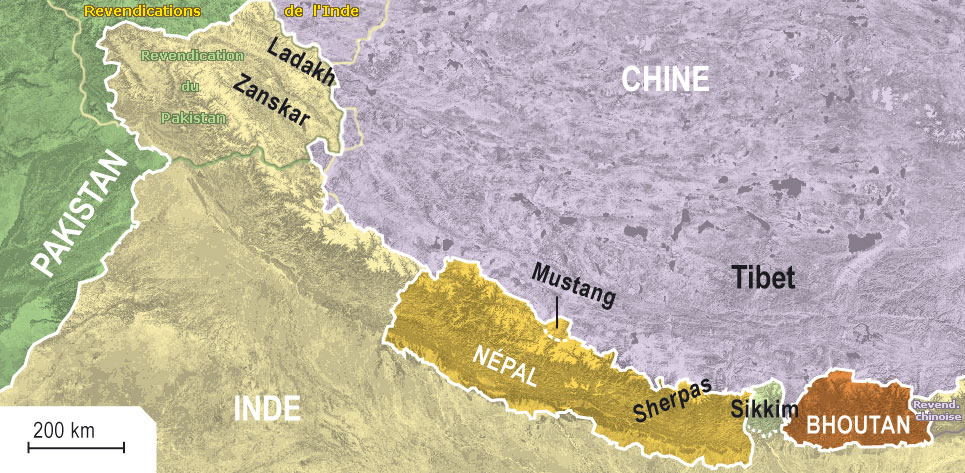
Territorios recorridos por Michel Peissel en los Himalayas.

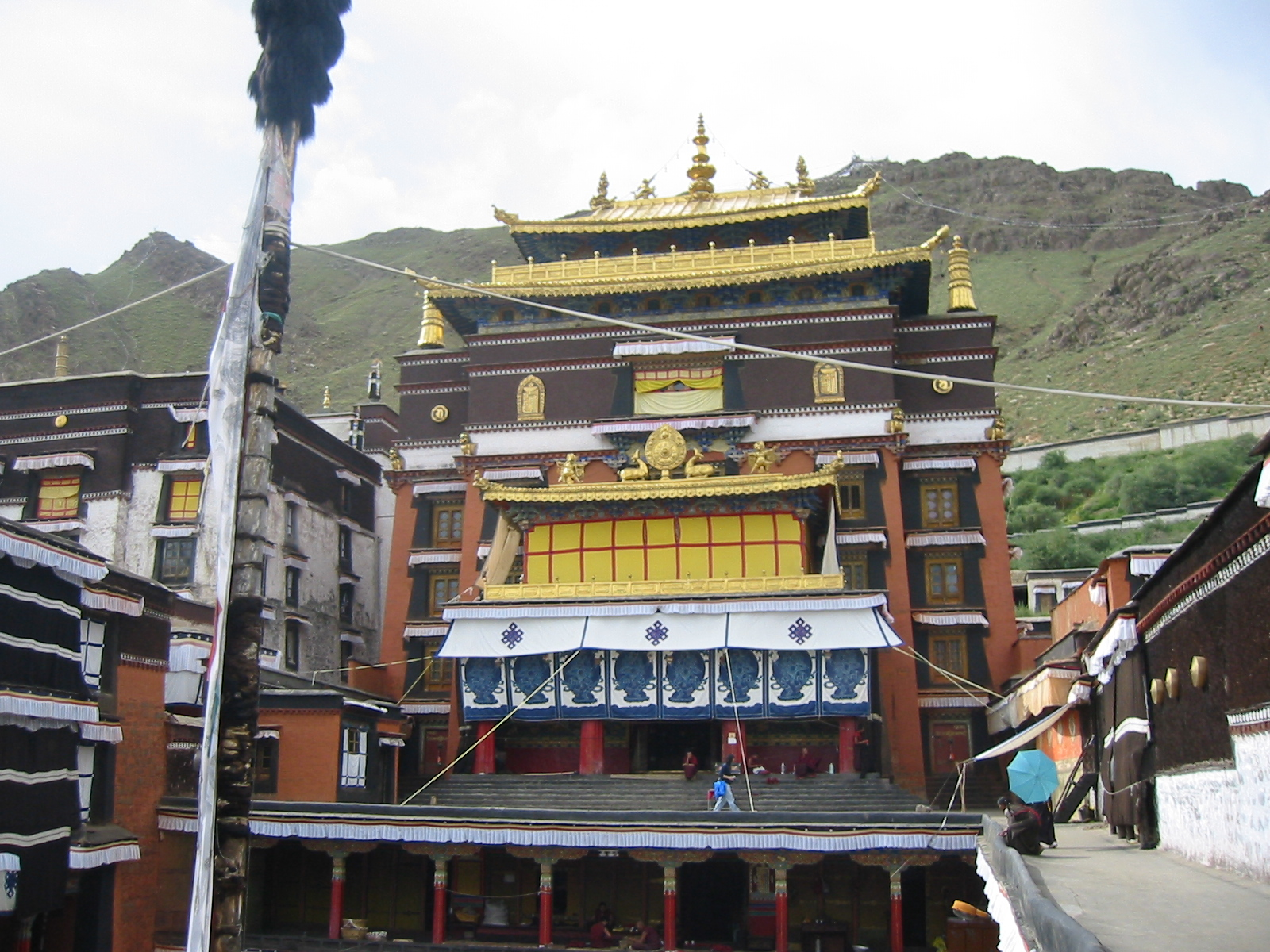
Imagen del monasterio de Tashilhunpo en el pueblo de Shigatse en Tíbet centro del Lama Panchen. Fue edificado en el año 1447

Michel Georges Francois Peissel (11 de febrero de 1937 – 7 de octubre de 2011) fue un antropólogo, explorador, etnologo, viajero y escritor francés que recorrío Centroamérica y sobre todo la región de los Himalayas entre India y China.
Escribió una veintena de libros de viajes, incluido uno con sus preciosas acuarelas, más dos novelas.  Michel Peissel estuvo involucrado en la realización de muchos artículos, 22 películas documentales sobre sus expediciones, incluyendo una serie de cuatro películas rodadas en 1978 con la BBC sobre el Zanskar con Peter Montagnon y un programa especial de exploración con el Smithsonian, en una serie para los Estados Unidos en el descubrimiento de las fuentes del río Mekong. De 1979 a 1980 fue un productor en la emisora de televisión francesa Antenne 2 de su propio programa, Las fronteras de lo desconocido. Dio cuenta de sus encuentros con las gentes del Himalaya en los libros publicados en numerosos países y traducidos a 16 idiomas, ha ganado abundantes premios literarios, incluyendo un National Book Award Estados Unidos y el NAIS Choice tiempos críticos Londres. En Francia, ganó el Gran Premio de la Verdad de 1970 y el mismo año el Castex Louis otorgado por la Academia Francesa por su libro Mustang el reino prohibido tibetano. Peissel recibió el premio de la Sociedad Geográfica Española en 2011.  Fue miembro emérito del Explorers Club y la Royal Geographical Society.
Nacido en París en 1937 y fallecido en la misma ciudad el 7 de octubre de 2011 a causa de un ataque al corazón, Peissel, hijo de diplomático, se educó en Reino Unido, EE. UU. y también en La Sorbona. Durante la mayor parte de su vida vivió en Cataluña, España, en su casa de Cadaqués (Girona), marcada con un dibujito de un chorten budista, y donde escribió sus libros a la vuelta de sus numerosos viajes, en especial a Tíbet y los pequeños reinos en los Himalayas. 
Fue el primer occidental en adentrarse en el reino de Mustang (Nepal) y en el valle de Zanskar (India).
En Inglaterra, donde se educó, el ritmo de vida para un niño no era particularmente excitante, pero disfrutaba mucho con las lecturas de relatos de aventuras de su infancia. Esas historias le trasladaban a escenarios de aventura y exploración. De pequeño quería ser explorador y granjero. según el mismo manifestó en una entrevista.
El Tíbet era su pasión, en una época en la cual aún no era conocido en el mundo occidental y al que viajó numerosas veces y en el que describió la guerrilla que los Khampas mantuvieron con los invasores chinos. Pero había empezado sus aventuras muy lejos, explorando otra civilización muy distinta.
En 1958, a los 21 años, recorrió la costa desde Quintana Roo en México hasta Belice y Guatemala 480 kilómetros en solitario por la jungla, afrontando el peligro de los contrabandistas y la naturaleza, para descubrir restos arqueológicos y asentamientos ignotos de los antiguos mayas. En Mérida conoce a Alberto Ruz, arqueólogo de origen francés que descubrió la famosa tumba de Palenque. Él le dio un plano detallado con los lugares arqueológicos conocidos de Yucatán que resultó fundamental para poder orientarse, ya que apenas había datos de la zona. El resultado fue el descubrimiento de catorce nuevos sitios arqueológicos.  Poco después regresó a la universidad y la idea de dedicarse a la exploración fue madurando en su cabeza, Yucatán, con sus templos escondidos, descritos en uno de sus libros, le ratificó en su idea.
Cuando era estudiante en los Estados Unidos, conoció a Thupten Jigme Norbu, hermano del dalái lama Tenzin Gyatso que contaba entonces 14 años, uno de los pocos tibetanos en suelo americano, este último le dio una carta de recomendación a la atención del primer ministro de Bután, cercano al estado del Tíbet. Pero se necesitarían varios años para realizar sus sueños de viajar por esas regiones.
Peissel relata la problemática y los antecedentes políticos de la región en varios de sus libros al abordar las distintas culturas y diferencias entre los pueblos y estados que visitó. En 1954, junto con una gran cantidad de dignatarios religiosos y civiles, el dalái lama había viajado a Pekín para mantener conversaciones de paz con Mao Tse Tung, en las cuales debió ceder el gobierno civil ante la imposibilidad de defender el país militarmente y ser incluso contrario a hacerlo, dada la filosofía budista de respeto a toda vida. En 1956 se produjo la primera rebelión en dos provincias fronterizas con China. El 10 de marzo de 1959 Lhasa se sublevó de nuevo para reafirmar su independencia. Las sublevaciones fueron brutalmente reprimidas hasta la total ocupación del país. Decenas de miles de tibetanos murieron en los bombardeos o fueron encarcelados. Tras la victoria de los comunistas chinos, el dalái lama escapó cruzando los Himalayas a pie, en un peligroso viaje y fue declarado jefe de Gobierno en el exilio en India en Dharamsala, conocida como la Pequeña Lhasa. Unos 80.000 tibetanos le acompañaron, mientras Mao Zedong ponía en el gobierno del Tíbet al Panchen Lama al que, sin embargo, no consiguió manejar a su gusto y encarceló en 1964.
Justo cuando Peissel llegó en el mes de mayo a la frontera con Bután, en Kalimpong, el dalái lama se escapó por la frontera de Tíbet. China amenazaba con invadir Bután y Nepal. Peissel fue llevado al palacio de Potala en la capital del Tíbet por su guía tibetano, pocos años después de la ocupación China.
Michel Peissel fue el primer extranjero autorizado a visitar ampliamente el reino olvidado de Mustang, que tiene al Norte una frontera común con el Nepal y tres con el Tíbet. Sin ningún compañero occidental, hablando sólo tibetano, y superando muchas penalidades, Peissel consiguió viajar por todo el país y fue el primer extranjero que pudo visitar y estudiar todos sus solitarios pueblos y ciudades. Al fin el rey del Mustang le recibió en la corte y le entregó una carta escrita con hollín y mantequilla, autorizándole para visitar libremente los monasterios y tener acceso a los libros más secretos. Mustang, reino prohibido en el Himalaya, era un pequeño Estado regido por reyes y costumbres medievales.  
Pasó varios años viajando a través de Bután, el Ladakh, el Zanskar y Tíbet a pie o en mula.
Fue un explorador que realizó treinta expediciones al Tíbet, a pie y a caballo por los Himalayas, para lo cual aprendió tibetano. En 1959, como etnólogo, hizo su primera expedición allí, para estudiar a los sherpas nepalíes del valle del Khumbu. En 1964 fue al Mustang. De ese viaje surgió su libro: Mustang, reino prohibido del Himalaya, publicado en 1967. En 1968 fue uno de los primeros occidentales en cruzar Bután y explorar sus áreas más remotas. Posteriormente exploró Zanskar y estudió los pueblos minaros o dardos e identificó las marmotas excavadoras de esa zona con las hormigas gigantes buscadoras de oro que citó Heródoto, tema de otro de sus libros. 
Habló ampliamente de la filosofía y los mitos y supersticiones en torno a las costumbres, reliquias milagrosas y objetos antiguos, ocultos en los monasterios aislados de las montañas. Armas antiguas llegadas a través de la Ruta de la Seda, las ropas, libros y otros objetos personales de renombrados personajes laicos y lamas de hace siglos, libros sagrados que no son de este mundo y entregados a santos varones como premio a su virtud. Cualquiera que los tenga a la vista o los toque mientras reza con fervor recibirá la bendición, sanación y su protección, sin necesidad de leerlos. Pero cuyo alto premio solo corresponde a los corazones puros. Habló también de la vida del día a día, recogiendo dichos y expresiones que la reflejaban, como la dificultad de cultivar cereales (cebada) y la dificultad para la salud reflejada en el dicho tradicional "Hasta el Gran Lama tiene pulgas". La homosexualidad en las comunidades y la forma en que se desarrollaba la sociedad civil en un estado teocrático. En algunos de sus libros examina la sociedad tradicional, fuertemente estamentada y ritualizada, y narra por ejemplo el uso de la cebada de gran importancia tanto para animales como para humanos al ser el cereal más cultivado en las zonas montañosas y la base de alimentación para la población debido a las duras condiciones climatológicas que no permiten el cultivo de otros cereales como el trigo o el arroz. La población se autoabastecía de cultivos de cebada que algunos años se malograban dando origen a grandes hambrunas antes de la introducción de la patata y el maíz. Debido a esto, la ganadería del yak y su producto, la mantequilla salada, eran de gran importancia tanto comercial como ritual.
En los setenta siguió recorriendo los Himalayas y vivió en los templos budistas y en los campamentos de tibetanos exiliados, conociendo al dalái lama y también al Pachen Lama secuestrado por las autoridades chinas. A petición del Panchen Lama y en secreto, poniendo su vida en peligro, hizo de correo entre el Panchen Lama y el dalái lama. 
En una entrevista en español, hablando de Tíbet y Nepal dijo: "Mi pasión me llevó a ocho años de pelea por conseguir el permiso de entrada (a Tíbet). En 1959 tuve que cambiar de destino y decidí hacer una expedición al Valle del Khumbu, el lugar donde viven los sherpas en Nepal. Apenas existían mapas del país, sólo el del Instituto Geográfico Indio, que era muy impreciso. Nadie había estudiado si los sherpas eran realmente una raza, un pueblo. Muchos vivían exiliados en Darjeeling y entre ellos estaba Tenzing Norgay, que coronó el Everest con Hillary. Yo le conocí en Darjeeling. Al volver con él a Katmandú fue cuando le acusaron de romper la bandera de Nepal; por ello solicitaron que rechazara su nacionalidad nepalí, ya que él tenía doble nacionalidad. Tuvo que refugiarse en la embajada cuando empezó “la guerra de los sherpas”. A mí me acusaron de haberle ayudado y ser responsable de su traslado a Nepal. Por esa razón me pusieron muchas dificultades para concederme el permiso para la expedición. En 1962 me disponía de nuevo a viajar (a Tibet) cuando, justo antes de cruzar la frontera, mataron al primer ministro, lo que me impidió ser uno de los primeros occidentales en conocerlo. No pude visitarlo hasta mucho más tarde, en 1968."
Partidario de la independencia del Tíbet desde el primer momento y ayudado por su conocimiento de la lengua tibetana, entra en contacto con la resistencia tibetana y describe las tácticas de la guerrilla tibetana en sus libros Los Cavaliers de Kham y Guerra secreta en el Kham, lo que le valió que se le prohibió temporalmente la entrada en la China, India y Nepal. Después de la muerte de Mao Zedong, el presidente Deng Xiaoping le permitirá por un decreto reanudar su investigación en Tíbet.
En 1987, con arqueólogos mexicanos, construyó una canoa gigante para navegar 700 km de la costa mexicana y demostrar el papel del comercio marítimo en el colapso de Itza, en el Imperio Maya, según la tesis de Jacques Soustelle. Al año siguiente, 1989, construyó un barco vikingo y atravesó la Unión Soviética a remo y vela, desde el Báltico hasta el Mar Negro, 2500 km, hacia arriba y hacia abajo del Dnieper. Se reproduce el viaje de los fundadores en el siglo VIII de la monarquía rusa. Este viaje revela cualidades insospechadas en los barcos vikingos capaces de navegar por deslizamiento en los rápidos más fuertes en aguas poco profundas. Su investigación revoluciona todas las ideas sobre las comunicaciones en la Rusia del siglo IX. Lideró en 1994 la expedición que localizó las fuentes históricas del Mekong en el Tíbet y hasta descubrió una especie de caballo que se creía extinguida: el caballo de Riwoche.